# Gerichtsbezirk Obernberg am Inn
Der Gerichtsbezirk Obernberg am Inn war ein dem Bezirksgericht Obernberg am Inn unterstehender Gerichtsbezirk im politischen Bezirk Ried im Innkreis (Bundesland Oberösterreich). Der Gerichtsbezirk wurde 2005 aufgelöst und das Gebiet dem Gerichtsbezirk Ried im Innkreis unterstellt.

## Geschichte
Der Gerichtsbezirk gehörte bis 1782 zum Bistum Passau, wobei ein bayrisches Zehentamt im Markt Obernberg am Inn bestand. Im Zuge des Bayerischen Erbfolgekrieges wurde 1779 das Innviertel durch den Frieden von Teschen Österreich zugesprochen und Obernberg damit Teil von Österreich ob der Enns. Der Gerichtsbezirk von Obernberg umfasste die Gemeinden Antiesenhofen, Geinberg, Gurten, Kirchdorf am Inn, Lambrechten, Mörschwang, Mühlheim am Inn, Obernberg am Inn, Ort im Innkreis, Reichersberg, Sankt Georgen bei Obernberg am Inn, St. Martin im Innkreis, Senftenbach, Utzenaich und Weilbach. Ursprünglich war auch die Gemeinde Katzenberg Teil des Gerichtsbezirkes, diese wurde jedoch mit Kirchdorf am Inn zusammengelegt. Die Katastralgemeinde Maasbach gelangte 1938 an den Gerichtsbezirk Schärding. Mit dem 1. Jänner 2005 wurde das Bezirksgericht Obernberg am Inn aufgelassen und die Gemeinden dem Bezirksgericht Ried im Innkreis unterstellt.